# كاي إن تيكو أبا
كاي إن تيكو أبا (بالإنجليزية: Kai -n - Tiku - Aba)‏ معنى الكلمة هو «الشجرة كثيرة الأغصان». وهي الشجرة المقدسة في ساموا. تنمو على ظهر نا أتيبو، ولكن إنسانا مدمرا اسمه كورا آبي حطم الشجرة، وألقاها أرضا. ومع الشجرة المحطمة أصبح الناس عنيفين وتبعثروا في الأرض وصار الأسى رفيقهم.